# Branwen Okpako
Branwen Kiemute Okpako (* 25. Februar 1969 in Lagos) ist eine nigerianische Filmemacherin. Sie arbeitete vor allem als Drehbuchautorin und Filmregisseurin, produzierte aber auch Videokunst und war an Theaterproduktionen beteiligt.

## Leben
Branwen Okpako verbrachte einen Großteil ihrer Kindheit auf dem Campus der University of Ibadan im Südwesten Nigerias, dem Heimatland ihres Vaters. Ihre Mutter stammte aus Wales. Okpakos Vater arbeitete beim nigerianischen Fernsehsender NTA Ibadan und war für die Sendung „A Matter of Conscience“ verantwortlich.
Mit 16 Jahren ging Branwen Okpako zunächst nach Wales, wo sie am UWC Atlantic, einer Schule der United World Colleges, das International Baccalaureate ablegte. Anschließend studierte Okpako Politikwissenschaften und Wirtschaft an der University of Bristol. Das Studium schloss sie 1991 mit einem Bachelor of Science ab. 1992 zog sie nach Deutschland, wo sie bis 1999 Filmregie an der Deutschen Film- und Fernsehakademie Berlin studierte. Ihr Abschlussfilm Dreckfresser erhielt mehrere internationale Preise.
Mit dem Schauspieler Johannes Brandrup hat sie zwei Söhne, einer davon ist der Rapper Xaver, der in Berlin-Charlottenburg aufwuchs. 2012 lebte Branwen Okpako zusammen mit ihren zwei Söhnen und ihrem neuen Partner Jean-Paul Bourelly in Berlin.
Im Herbst 2013 war Branwen Okpako Gastprofessorin der deutschen Abteilung am Earlham College in Richmond (Indiana). Branwen Okpako hält Vorlesungen an Universitäten und Filmschulen auf der ganzen Welt, war Gastprofessorin für Film am Hampshire College in Amherst, Massachusetts und ist außerordentliche Professorin für Kino und digitale Medien an der University of California, Davis.

## Werk
- 1992: Probe, Kurzfilm[1]
- 1995: Vorspiel[2]
- 1998: Market Forces[2]
- 1998: Searching for Tahid[2]
- 2007: The Pilot and the Passenger[2]
- 2013: Christa/Christopher, Videoinstallation[2]

### Landing (1995)
Der 11-minütige Kurzfilm dreht sich um eine schwarze Frau in Berlin, die eines Tages entdeckt, dass sie unsichtbar geworden ist. In ihrer gesamten Arbeit definiert die Branwen Okpako Sichtbarkeit als die Fähigkeit, sich selbst zu definieren und auf die Art und Weise gesehen zu werden, wie man gesehen werden möchte, insbesondere in Bezug auf die afrodeutsche Gemeinschaft.

### LoveLoveLiebe (1999)
Der teilweise autobiographische 10-minütige Kurzfilm vor dem Hintergrund der deutschen Wiedervereinigung, einer Zeit, in der rassistische Hassverbrechen auf dem Vormarsch waren, handelt von der Liebe zwischen der Nigerianerin Fatima und dem Deutschen Hans. Hans will alles dafür tun, damit Fatima sich in seinem Land zu Hause fühlen kann und Fatima will ihrerseits alles tun, um sich in seinem Land zu Hause zu fühlen.

### Dreckfresser (2000)
Der 5-minütige Dokumentarfilm dokumentiert den Aufstieg von Sam Meffire, dem ersten schwarzen Polizisten in Ostdeutschland, zum Vorbild und Medienstar und seinem anschließenden Fall in die Kriminalität. Im Zuge der deutschen Wiedervereinigung kam es in Deutschland zu Gewaltausbrüchen gegen Asylbewerberinnen und Asylbewerber im ehemaligen Osten. Für eine antirassistische Werbekampagne der Sächsischen Zeitung Anfang der 90er-Jahre posierte der Sohn einer weißen Mutter und eines kamerunischen Studenten als „der Sachse“, mit dem sich der damalige sächsische Innenminister Heinz Eggert bei öffentlichen Auftritten gerne präsentierte. Später tritt Sam Meffire aus dem Polizeidienst aus und gründet eine Sicherheitsfirma. 1996 wird er vom Landgericht Dresden zu neun Jahren Gefängnis verurteilt. Im Film spricht Branwen Okpako mit Meffires Mutter sowie ehemaligen Kollegen und Menschen aus der Medienbranche.

### Tal der Ahnungslosen (2003)
Der 85-minütige Fernsehfilm und Politthriller wurde nach den östlichsten Gebieten Ostdeutschlands benannt, die keine westdeutschen Fernsehsignale empfingen. Im Mittelpunkt steht die afro-deutsche Polizistin Eva Meyer, für die die Ermittlung in einem Mordfall in Dresden zum Trip in die eigene Vergangenheit vor der Wende führt und die die Verwicklungen ihrer Familie in die ostdeutsche Geheimpolizei untersucht. Für Okpako ähnelt die post-ostdeutsche Erfahrung in gewisser Weise mit der postkolonialen Erfahrung. Nach der Wiedervereinigung von Ost- und Westdeutschland mussten die Ostdeutschen die westdeutsche Kultur kennenlernen – von der Auseinandersetzung mit verschiedenen Telefonzellen bis hin zur kapitalistischen Wirtschaft –, um zurechtzukommen.

### Die Geschichte der Auma Obama (2011)
Bei diesem 79-minütigen Dokumentarfilm handelt es sich um ein Porträt der Germanistin, Soziologin, Autorin und Filmemacherin Auma Obama, Halbschwester von Barack Obama. Okpakp lernte sie an der Deutschen Film- und Fernsehakademie Berlin kennen.

### Fluch der Medea (2014)
Es handelt sich um einen 43-minütigen Dokumentarfilm Branwen Okpako traf am 27. Januar 2010 Christa Wolf in Berlin und erzählte ihr von ihrem geplanten Film „Fluch der Medea“, der auf Wolfs Roman Medea: Stimmen basierte. Das Buch war für Okpako ein zentrales Buch, da Medeas Erfahrungen denen einer Einwanderin in Deutschland ähneln, deren Kultur mit Skepsis und Desinteresse betrachtet wird und von der das Gastland Integration und Anpassung an die Kultur des Einwanderungslandes erwartet.

### Return to Chibok (2022)
Der Film basiert auf dem Buch „Chibok Girls“ von Helon Habila aus dem Jahre 2016. Branwen Okpako kreierte daraus einen experimentellen Dokumentarfilm, der die Sicht der Hinterbliebenen nach der Entführung von 276 Mädchen aus der Chibok Girls School im Jahr 2014 zeigt.

## Theaterproduktionen
- 2002: Seh ich was, was Du nicht siehst[2]
- 2007: Bloodknot[2]
- 2007: Das Singende Kamel[2]
- 2008: Scramble Quiz Video[2]
- 2009: Maggie Burns[2]
- 2013: Schwarz Tragen[2]

## Auszeichnungen
- 2000: First Steps Nachwuchspreis für den Film Dreckfresser[1]
- 2000: IG Media Award für Dreckfresser beim Internationalen Leipziger Festival für Dokumentar- und Animationsfilm[6]
- 2000: Förderpreis der Stadt Duisburg für Dreckfresser als bester Nachwuchsfilm bei der Duisburger Filmwoche[6]
- 2001: Bayerischer Dokumentarfilmpreis „Der junge Löwe“ für Dreckfresser[6]
- 2001: Preis für den besten Abschlussfilm beim Festival See Docs In Dubrovnik für den Film Dreckfresser[6]
- 2004: Tal der Ahnungslosen wird bei den Internationalen Filmfestspielen Berlin 2004 gezeigt.[13]
- 2003: Premiere des Spielfilms Tal der Ahnungslosen auf dem Toronto International Film Festival[6]
- 2005: Teilnahme von Tal der Ahnungslosen am Spielfilmwettbewerb der FESPACO in Ouagadougou[6]
- 2011: Premiere des Films Die Geschichte von Auma Obama auf dem Toronto International Film Festival[4]
- 2011: Viewers Choice Award für Die Geschichte von Auma Obama beim Africa International Film Festival[6]
- 2012: African Movie Academy Award für den besten Diaspora-Dokumentarfilm Die Geschichte von Auma Obama[6]
- 2012: Festival Founders Award für den besten Dokumentarfilm Die Geschichte von Auma Obama beim Pan African Film Festival in Los Angeles[6]
- 2014: Uraufführung von Der Fluch der Medea bei den Internationalen Filmfestspielen Berlin[6]
- 2015: Max Kade German Writer in Residence Programm am Oberlin College[4][A 1]
- 2022: Der Film Dreckfresser wird bei den Internationalen Filmfestspielen Berlin 2022 gezeigt.[9]
- 2023: Der Film Return of the Chibok Girls wird beim African Film Festival in New York gezeigt.[15]

## Rezeption
Als der Film Die Geschichte von Auma Obama 2011 im Rahmen im Rahmen des Toronto International Film Festival Premiere hatte, schrieb ein Kritiker, dass ihre Darstellung von Auma Obama „zu liebevoll“ sei. Branwen Okpako betrachtet jedoch Objektivität als unmögliches Ideal. Beim Berlinale Forum 2001 äußerte sich Okpako dazu:

„Ich stehe nicht auf Dokumentarfilme, die versuchen, die Wahrheit zu sagen. Das ist nicht möglich, denn Film ist etwas Gemachtes.“

Kritiken, die Branwen Okpakos Filme als anthropologische Studien sahen, die Afro-Deutsche in einem anderen Licht als der Realität zeigten, widerspricht die Filmemacherin:

“I’d rather focus on the individual biographies that I’m trying to portray and bring them to life as much as I can. (…) There are many more things that are actually in common about the way we live and the conflicts that we encounter, and I think that gives us more back; to be able to see ourselves in people who don’t necessarily look like us, than to see difference in people who don’t.”

„Ich konzentriere mich lieber auf die einzelnen Biografien, die ich darzustellen versuche, und erwecke sie so weit wie möglich zum Leben. (…) Es gibt noch viele weitere Gemeinsamkeiten in unserer Lebensweise und den Konflikten, denen wir begegnen, und ich denke, das gibt uns mehr zurück; in der Lage zu sein, uns selbst in Menschen zu sehen, die nicht unbedingt wie wir aussehen, als den Unterschied in Menschen zu sehen, die das nicht tun.“